# Collegio di North West Durham
North West Durham è stato un collegio elettorale situato nella contea di Durham, nel Nord Est dell'Inghilterra, e rappresentato alla Camera dei comuni del Parlamento del Regno Unito. Eleggeva un membro del parlamento con il sistema first-past-the-post, ossia maggioritario a turno unico; il collegio è stato abolito in occasione della revisione periodica del 2024.

## Estensione
- 1950–1974: i distretti urbani di Brandon and Byshottles, Crook and Willington e Tow Law, e i distretti rurali di Lanchester e Weardale.
- 1974–1983: i distretti urbani di Brandon and Byshottles, Crook and Willington, Spennymoor e Tow Law, i distretti rurali di Lanchester e Weardale, e la parrocchia di Brancepeth nel distretto rurale di Durham.
- 1983–1997: i ward del distretto di Derwentside di Benfieldside, Blackhill, Burnhope, Burnopfield, Castleside, Consett North, Consett South, Cornsay, Crookhall, Delves Lane, Ebchester and Medomsley, Esh, Lanchester e Leadgate, e i ward del distretto di Wear Valley di Crook North, Crook South, Howden, Hunwick, St John's Chapel, Stanhope, Stanley, Tow Law, Wheatbottom and Helmington Row, Willington East, Willington West e Wolsingham.
- 1997–2010: i ward del distretto di Derwentside di Benfieldside, Blackhill, Burnhope, Burnopfield, Castleside, Consett North, Consett South, Cornsay, Crookhall, Delves Lane, Dipton, Ebchester and Medomsley, Esh, Lanchester e Leadgate, e i ward del distretto di Wear Valley di Crook North, Crook South, Howden, Hunwick, St John's Chapel, Stanhope, Stanley, Tow Law, Wheatbottom and Helmington Row, Willington East, Willington West e Wolsingham.
- 2010–2024: i ward del distretto di Derwentside di Benfieldside, Blackhill, Burnhope, Burnopfield, Castleside, Consett East, Consett North, Consett South, Cornsay, Delves Lane, Dipton, Ebchester and Medomsley, Esh, Lanchester e Leadgate, e i ward del distretto di Wear Valley di Crook North, Crook South, Howden, Hunwick, St John's Chapel, Stanhope, Tow Law and Stanley, Wheatbottom and Helmington Row, Willington Central, Willington West End, Wolsingham e Witton-le-Wear.[1]

Il collegio si trovava nella parte nord-occidentale della contea di Durham, nella regione del Nord Est. Quando fu creato nel 1885, il collegio era incentrato sulle due principali comunità dell'area, Consett e Lanchester.
Fino al 2024 consisteva della parte occidentale dell'ex distretto di Derwentside (include Consett e Lanchester) e la parte settentrionale dell'ex distretto di Wear Valley, incluse Weardale, Crook e Willington.

## Membri del parlamento
| Elezione | Elezione         | Deputato                 | Partito               |
| -------- | ---------------- | ------------------------ | --------------------- |
|          | 1885             | Llewellyn Atherley-Jones | Liberale              |
| 1914 (S) | Aneurin Williams |                          | Liberale              |
|          | 1918             | Collegio abolito         | Collegio abolito      |
|          | 1950             | Collegio ri-istituito    | Collegio ri-istituito |
|          | 1950             | James Murray             | Laburista             |
| 1955     | William Ainsley  |                          | Laburista             |
| 1964     | Ernest Armstrong |                          | Laburista             |
| 1987     | Hilary Armstrong |                          | Laburista             |
| 2010     | Pat Glass        |                          | Laburista             |
| 2017     | Laura Pidcock    |                          | Laburista             |
|          | 2019             | Richard Holden           | Conservatore          |
|          | 2024             | Collegio abolito         | Collegio abolito      |

## Elezioni

### Elezioni negli anni 2010
| Partito                    | Partito                                           | Candidato                  | Risultati 12 dicembre 2019 | Risultati 12 dicembre 2019 |
| Partito                    | Partito                                           | Candidato                  | Voti                       | %                          |
| -------------------------- | ------------------------------------------------- | -------------------------- | -------------------------- | -------------------------- |
|                            | Conservatore                                      | Richard Holden             | 19 990                     | 41,94                      |
|                            | Laburista                                         | Laura Pidcock              | 18 846                     | 39,54                      |
|                            | Brexit                                            | John Wolstenholme          | 3 193                      | 6,70                       |
|                            | Lib Dem                                           | Michael Peacock            | 2 831                      | 5,94                       |
|                            | Indipendente                                      | Watts Stelling             | 1 216                      | 2,55                       |
|                            | Verdi                                             | David Sewell               | 1 173                      | 2,46                       |
|                            | Indipendente                                      | David Lindsay              | 414                        | 0,87                       |
|                            |                                                   |                            |                            |                            |
| Iscritti                   | Iscritti                                          | Iscritti                   | 72 166                     | 100,00                     |
| ↳ Votanti (% su iscritti)  | ↳ Votanti (% su iscritti)                         | ↳ Votanti (% su iscritti)  | 47 663                     | 66,05                      |
| ↳ Astenuti (% su iscritti) | ↳ Astenuti (% su iscritti)                        | ↳ Astenuti (% su iscritti) | 24 503                     | 33,95                      |
|                            |                                                   |                            |                            |                            |
|                            | Esito: collegio passa da Laburista a Conservatore |                            |                            |                            |

| Partito                    | Partito                                | Candidato                  | Risultati 8 giugno 2017 | Risultati 8 giugno 2017 |
| Partito                    | Partito                                | Candidato                  | Voti                    | %                       |
| -------------------------- | -------------------------------------- | -------------------------- | ----------------------- | ----------------------- |
|                            | Laburista                              | Laura Pidcock              | 25 308                  | 52,83                   |
|                            | Conservatore                           | Sally-Ann Hart             | 16 516                  | 34,48                   |
|                            | Lib Dem                                | Owen Temple                | 3 398                   | 7,09                    |
|                            | UKIP                                   | Alan Breeze                | 2 150                   | 4,49                    |
|                            | Verdi                                  | Dominic Horsman            | 530                     | 1,11                    |
|                            |                                        |                            |                         |                         |
| Iscritti                   | Iscritti                               | Iscritti                   | 72 033                  | 100,00                  |
| ↳ Votanti (% su iscritti)  | ↳ Votanti (% su iscritti)              | ↳ Votanti (% su iscritti)  | 47 902                  | 66,50                   |
| ↳ Astenuti (% su iscritti) | ↳ Astenuti (% su iscritti)             | ↳ Astenuti (% su iscritti) | 24 131                  | 33,50                   |
|                            |                                        |                            |                         |                         |
|                            | Esito: collegio confermato a Laburista |                            |                         |                         |

| Partito                    | Partito                                | Candidato                  | Risultati 7 maggio 2015 | Risultati 7 maggio 2015 |
| Partito                    | Partito                                | Candidato                  | Voti                    | %                       |
| -------------------------- | -------------------------------------- | -------------------------- | ----------------------- | ----------------------- |
|                            | Laburista                              | Pat Glass                  | 20 074                  | 46,88                   |
|                            | Conservatore                           | Charlotte Haitham-Taylor   | 10 018                  | 23,40                   |
|                            | UKIP                                   | Bruce Reid                 | 7 265                   | 16,97                   |
|                            | Lib Dem                                | Owen Temple                | 3 894                   | 9,09                    |
|                            | Verdi                                  | Mark Shilcock              | 1 567                   | 3,66                    |
|                            |                                        |                            |                         |                         |
| Iscritti                   | Iscritti                               | Iscritti                   | 69 849                  | 100,00                  |
| ↳ Votanti (% su iscritti)  | ↳ Votanti (% su iscritti)              | ↳ Votanti (% su iscritti)  | 42 818                  | 61,30                   |
| ↳ Astenuti (% su iscritti) | ↳ Astenuti (% su iscritti)             | ↳ Astenuti (% su iscritti) | 27 031                  | 38,70                   |
|                            |                                        |                            |                         |                         |
|                            | Esito: collegio confermato a Laburista |                            |                         |                         |

| Partito                    | Partito                                | Candidato                  | Risultati 6 maggio 2010 | Risultati 6 maggio 2010 |
| Partito                    | Partito                                | Candidato                  | Voti                    | %                       |
| -------------------------- | -------------------------------------- | -------------------------- | ----------------------- | ----------------------- |
|                            | Laburista                              | Pat Glass                  | 18 539                  | 42,31                   |
|                            | Lib Dem                                | Owen Temple                | 10 927                  | 24,94                   |
|                            | Conservatore                           | Michelle Tempest           | 8 766                   | 20,01                   |
|                            | Indipendente                           | Watts Stelling             | 2 472                   | 5,64                    |
|                            | BNP                                    | Michael Stewart            | 1 852                   | 4,23                    |
|                            | UKIP                                   | Andrew McDonald            | 1 259                   | 2,87                    |
|                            |                                        |                            |                         |                         |
| Iscritti                   | Iscritti                               | Iscritti                   | 70 669                  | 100,00                  |
| ↳ Votanti (% su iscritti)  | ↳ Votanti (% su iscritti)              | ↳ Votanti (% su iscritti)  | 43 815                  | 62,00                   |
| ↳ Astenuti (% su iscritti) | ↳ Astenuti (% su iscritti)             | ↳ Astenuti (% su iscritti) | 26 854                  | 38,00                   |
|                            |                                        |                            |                         |                         |
|                            | Esito: collegio confermato a Laburista |                            |                         |                         |

### Elezioni negli anni 2000
| Partito                    | Partito                                | Candidato                  | Risultati 5 maggio 2005 | Risultati 5 maggio 2005 |
| Partito                    | Partito                                | Candidato                  | Voti                    | %                       |
| -------------------------- | -------------------------------------- | -------------------------- | ----------------------- | ----------------------- |
|                            | Laburista                              | Hilary Armstrong           | 21 312                  | 53,94                   |
|                            | Lib Dem                                | Alan Ord                   | 7 869                   | 19,92                   |
|                            | Conservatore                           | Jamie Devlin               | 6 463                   | 16,36                   |
|                            | Indipendente                           | Watts Stelling             | 3 865                   | 9,78                    |
|                            |                                        |                            |                         |                         |
| Iscritti                   | Iscritti                               | Iscritti                   | 68 118                  | 100,00                  |
| ↳ Votanti (% su iscritti)  | ↳ Votanti (% su iscritti)              | ↳ Votanti (% su iscritti)  | 39 509                  | 58,00                   |
| ↳ Astenuti (% su iscritti) | ↳ Astenuti (% su iscritti)             | ↳ Astenuti (% su iscritti) | 28 609                  | 42,00                   |
|                            |                                        |                            |                         |                         |
|                            | Esito: collegio confermato a Laburista |                            |                         |                         |

| Partito                    | Partito                                | Candidato                  | Risultati 7 giugno 2001 | Risultati 7 giugno 2001 |
| Partito                    | Partito                                | Candidato                  | Voti                    | %                       |
| -------------------------- | -------------------------------------- | -------------------------- | ----------------------- | ----------------------- |
|                            | Laburista                              | Hilary Armstrong           | 24 526                  | 62,52                   |
|                            | Conservatore                           | William Clouston           | 8 193                   | 20,89                   |
|                            | Lib Dem                                | Alan Ord                   | 5 846                   | 14,90                   |
|                            | Laburista Socialista                   | Joan Hartnell              | 661                     | 1,69                    |
|                            |                                        |                            |                         |                         |
| Iscritti                   | Iscritti                               | Iscritti                   | 67 052                  | 100,00                  |
| ↳ Votanti (% su iscritti)  | ↳ Votanti (% su iscritti)              | ↳ Votanti (% su iscritti)  | 39 226                  | 58,50                   |
| ↳ Astenuti (% su iscritti) | ↳ Astenuti (% su iscritti)             | ↳ Astenuti (% su iscritti) | 27 826                  | 41,50                   |
|                            |                                        |                            |                         |                         |
|                            | Esito: collegio confermato a Laburista |                            |                         |                         |

## Risultati dei referendum

### Referendum sulla permanenza del Regno Unito nell'Unione europea del 2016
|             | Collegio          | Lasciare UE % | Rimanere in UE % |
| ----------- | ----------------- | ------------- | ---------------- |
|             | North West Durham | 54,9%         | 45,1%            |
| Inghilterra | 53,3%             | 46,7%         |                  |
| Regno Unito | 51,9%             | 48,1%         |                  |